# Río Troneda
El río Troneda es un curso fluvial de Cantabria (España) perteneciente a la cuenca hidrográfica del Pas. Tiene una longitud de 4.493 kilómetros, con una pendiente media de 7,5º.